# Викенгейзер, Георг Францевич
Георг Францевич Викенгейзер (1843—1914) — предприниматель Российский империи.

## Биография
Родился 15 февраля 1843 года[по какому календарю?] в Германии, в селении Эльзенц земли Баден-Вюртемберг.
В начале 1860-х годов приехал в Псков, где развил бурную предпринимательскую деятельность; был купцом I-й гильдии (с 1898 года — II-й гильдии). Сначала занимался колбасным производством и мясной торговлей; по концессии, полученной от городской Думы в 1881 году, он устроил в Пскове водопровод; в Промежицах построил кирпичный завод с подъездной веткой железной дороги и начал торговать кирпичами; в слободе Поле-Образа устроил лесопильный завод. Был подрядчиком по строительству ряда зданий в Пскове. В центре года, на Сергиевской улице (ныне — Октябрьский проспект, д. 4), построил трёхэтажное здание с театральным залом, а на Архангельской улице (ныне — улица Ленина, д. 5) — шестиэтажное здание, где два верхних этажа были приспособлены для резервуаров городского водопровода. Организовал регулярное пригородное сообщение на собственных пароходах до посёлка Череха, где построил построил дачный посёлок и конку от курзала до пароходной пристани. С сыном Карлом устроил конку в Пскове — от вокзала до Торговой площади, которая действовала в 1909—1911 годах (по её маршруту в январе 1912 года был пущен Псковский трамвай). В 1896 году он провёл первую телефонную линию в Пскове.
В 1887 году Г. Ф. Викенгейзер был награждён золотой медалью с надписью «За усердие» на Станиславской ленте.
Умер в Пскове 14 февраля 1914 года[по какому календарю?]. Его сыновья, унаследовавшие фирму «Г. Ф. Викенгейзер» в годы Гражданской войны эмигрировали из Пскова.